# Roche, Vaud
Roche är en ort och kommun  i distriktet Aigle i kantonen Vaud, Schweiz. Kommunen har 1 949 invånare (2023).